# Euophrys omnisuperstes
Euophrys omnisuperstes (estant per sobre de tot) és un petit saltícid que viu a altituds de fins a 6.700 metres a l'Everest. Això fa que sigui probablement l'animal que habita permanentment a més altitud de la Terra. Se sap que viu en escletxes entre fragments de roques. S'alimenta de criatures minúscules que mengen material vegetal portat pel vent d'altituds més baixes.